# Charles-Henri Fenel
Charles-Henri Fenel est un prêtre, historien et érudit français, né à Sens le 30 août 1665 et mort le 7 février 1727.

## Biographie
Charles-Henri Fenel est le fils de Charles Fenel, avocat au Parlement de Paris, et de Jeanne-Louise Taffoureau. Il est également le neveu de Charles-Nicolas Taffoureau de Fontaine, évêque d'Alet, et l'oncle de Jean-Basile-Pascal Fenel de Dargny.
Il accomplit une carrière ecclésiastique après des études parisiennes qui le mènent au doctorat de théologie. Il devient alors chanoine de la cathédrale de Sens le 23 mai 1694 puis doyen du chapitre cathédral en 1699 lorsque son oncle, Charles-Nicolas Taffoureau de Fontaine, lui cède cette charge en devenant évêque d'Alet. Entretemps, il a été ordonné sous-diacre le 24 septembre 1695 puis prêtre le 21 avril 1796. Il occupe ensuite d'autres charges telles que gouverneur de l'Hôtel-Dieu de Sens (1699), vicaire général (vers 1713) et vicaire capitulaire (1715-1718) durant la vacance du siège archiépiscopal.
Parallèlement à ses charges ecclésiastiques, le doyen Fenel s'adonne à des travaux historiques, théologiques et liturgiques pour le diocèse de Sens, particulièrement la révision du bréviaire et du missel sous l'autorité de l'archevêque de Sens, Hardouin Fortin de La Hoguette. Il conseille aussi l'abbé Jean Lebeuf qui révise alors le bréviaire du diocèse d'Auxerre.
Charles-Henri Fenel envisage la rédaction d'une histoire de Sens et de ses archevêques, une tâche qui sera ensuite reprise, à la demande de l'archevêque de Sens Jean-Joseph Languet de Gergy, par son neveu, Jean-Basile-Pascal Fenel de Dargny
Le 24 mars 1725, le doyen Fenel fait don de sa bibliothèque au chapitre de la cathédrale de Sens, avec obligation de la rendre accessible au grand public deux jours par semaine. Charles-Henri Fenel est de fait à l'origine de la fondation de la bibliothèque municipale de Sens.

## Œuvres
- Breviarium metropolitanae ac primatialis ecclesiae Senonensis, nuper reformatum... D.D. Harduini Fortin de La Hoguette, Senonensis archiepiscopi... autoritate... editum, Senonis : sumpt. C.A. Prussurot et L. Raveneau, 1702 (le doyen Fenel a contribué au bréviaire mais seul le nom de l'archevêque de Sens, Hardouin Fortin de La Hoguette est mentionné).
- Missale metropolitanae ac primatialis ecclesiae Senonensis, illustrissimi et reverendissimi in Christo patris D. D. Harduini Fortin de La Hoguette, dei et Sanctae sedis apostolicae gratia Senonensis Archiepiscopi,..., Senonis : apud Claudium Augustum Prussurot et Andream Jannot, 1715 (le doyen Fenel est le principal contributeur du Missel mais seul le nom de l'archevêque de Sens, Hardouin Fortin de La Hoguette est mentionné).
- Histoire des dignités et des chanoines du chapitre de Sens (manuscrit conservé aux archives départementales de l'Yonne d'un ouvrage publié à Paris en 1738 et complété manuellement jusqu'en 1792 ; copie à la bibliothèque municipale de Sens).